# Derek Klena
Derek Klena (ur. 3 października 1991 w San Dimas) – amerykański performer. W 2020 roku został nominowany do Tony Award w kategorii najlepszy aktor drugoplanowy za udział w produkcji Jagged Little Pill.

## Wybrane musicale
- Wicked jako Fiyero[2]
- Dogfight jako Eddie (2012)[3]
- Anastasia jako Dmitry (2017)[4]
- Jagged Little Pill jako Nick Healy (2019)[5]

## Życie prywatne
Żonaty z Elycią, w 2022 roku parze urodził się syn Dax.